# A-3 (航空機・日本)
陸軍 A-3
- 用途：偵察機
- 設計者：アントワーヌ・ド・ボアザンほか
- 製造者：所沢陸軍航空学校
- 運用者：大日本帝国陸軍
- 生産数：1機
- 運用状況：不採用・退役

A-3は、大日本帝国陸軍が試作した遠距離偵察機。機体名の「A」はフランス式、「3」は3座の意。所沢陸軍航空学校研究部が開発を主導したことから「校式A-3」とも呼ばれる。

## 概要
1922年（大正11年）、所沢陸軍航空学校研究部は画期的な遠距離偵察機の試作を計画し、フランスから来日したアントワーヌ・ド・ボアザンら6名の技師の主導に松井命少佐ら日本人技師が協力する形で、同年4月に設計を開始した。制作作業は関東大震災の影響などから大幅に遅れ、1機の試作機が完成したのは1924年（大正13年）2月のことだった。その後、所沢および各務原で研究部飛行班による飛行試験が行われたが、主脚車輪の緩衝装置が破損するトラブルが生じたほか、重量過大や馬力不足などの数々の問題点が発覚し、性能も期待を下回るものだったため実用化に至らずに終わった。だが、A-3のコンセプト自体は後の司令部偵察機に受け継がれている。
機体は当時としては先進的な総ジュラルミン製骨組に羽布張り、一葉半の双発複葉機で、燃料タンクを内蔵した上翼は後退翼となっている。エンジン架の構造に不備があったため振動が激しいのも本機の問題点のひとつだった。なお、故障した車輪には予備が用意されていなかったため、より小型の乙式一型偵察機のものを双車輪式にして対応している。また、エンジンにはラトウ式ターボコンプレッサーの実験的装備が予定されていたが、これは実現せずに後の試製三型戦闘機に引き継がれた。

## 諸元
- 全長：16.00 m
- 全幅：21.00 m
- 全高：5.275 m
- 主翼面積：85.0 m2
- 自重：2,000 kg
- 全備重量：3,000 kg
- エンジン：三菱 イスパノ・スイザ 水冷V型8気筒（離昇320 hp） × 2
- 最大速度：200 km/h（ターボコンプレッサー装備時予定：245 km/h）
- 実用上昇限度：7,500 m（ターボコンプレッサー装備時予定：9,500 m）
- 航続時間：5時間
- 武装：なし
- 乗員：3名